# جمشید ممتاز
جمشید ممتاز (زادهٔ ۱۳۲۱؛ ۱۸ ژوئن ۱۹۴۲ در ازمیر ترکیه)، دارای مدرک دکتری حقوق بین‌الملل و حقوق عمومی از دانشگاه پاریس ۲، در سال ۱۹۷۱ ٬ حقوق‌دان، از اعضای تیم مذاکره‌کننده هسته‌ای ایران در دولت یازدهم است. وی استاد بازنشسته رشتهٔ حقوق بین‌الملل دانشگاه تهران و استاد مدعو دانشگاه‌های سوربن، کن و گرنوبل در فرانسه است.
او از سال ۲۰۰۰ تا ۲۰۰۶ عضو کمیسیون حقوق بین‌الملل سازمان ملل متحد بود و در سال ۱۳۸۴ به عنوان رئیس آن انتخاب شد. ممتاز به همراه احمد متین دفتری تنها اعضای ایرانی در طول تاریخ این کمیسیون بوده‌اند. او همچنین مشاور صلیب سرخ و از اعضای آکادمی حقوق بین‌الملل لاهه است. همچنین وی برای عضویت در این کمیسیون در سال ۲۰۱۷ نیز نامزد بودند که با ۱۱۴ رای و تنها ۶ رای کمتر از نفر آخر منتخب از راهیابی به کمیسیون بازماندند.
دکتر ممتاز برای ارائه درس عمومی سال ۲۰۱۴ آکادمی حقوق بین‌الملل لاهه انتخاب شده‌است و به این ترتیب اولین ایرانی و آسیایی است که افتخار ارائه این درس را پیدا می‌نماید.

## زندگی
جمشید ممتاز در سال ۱۳۲۱ زمانی‌که پدرش عبدالله ممتاز کنسول ایران در ازمیر بود، در این شهر متولد شد و پس از چند سال به علت آنکه پدرش کاردار سفارت ایران در قاهره شد به آن کشور رفته و زبان عربی را در آنجا آموخت.

## بازنشستگی اجباری از دانشگاه تهران
ممتاز که استاد تمام دانشکده حقوق و علوم سیاسی دانشگاه تهران و دارای مرتبه علمی استاد ممتازی این دانشگاه بود، از جمله استادان مطرح علوم انسانی به‌شمار می‌رود که پس از انتخابات ریاست جمهوری سال ۱۳۸۸ به اجبار بازنشسته شدند.

## سوابق تحصیلی
- اخذ دیپلم علوم طبیعی از دبیرستان پرووان پاریس، ۱۳۴۰ (۱۹۶۱)؛
- اخذ مدرک لیسانس حقوق سیاسی و عمومی از دانشکدهٔ حقوق و اقتصاد دانشگاه پاریس، ۱۳۴۴ (۱۹۶۵)
- اخذ مدرک لیسانس علوم سیاسی از مدرسهٔ مطالعات سیاسی دانشگاه پاریس، ۱۳۴۷ (۱۹۶۸)
- اخذ مدرک فوق لیسانس (دیپلم) حقوق عمومی از دانشکدهٔ حقوق دانشگاه پاریس ۲، (۱۹۶۸)
- اخذ مدرک دکترای حقوق بین‌الملل و حقوق عمومی از دانشگاه پاریس ۲، (۱۹۷۱)

## سوابق شغلی
- عضو هیئت علمی و استاد ممتاز دانشکده حقوق و علوم سیاسی دانشگاه تهران
- مدیر گروه حقوق بشردانشکده حقوق و علوم سیاسی دانشگاه تهران
- دریافت نشان درجه ۲ علمی ایران از دست رئیس جمهور وقت؛ سید محمد خاتمی در سال ۱۳۸۳
- عضو هیئت علمی دانشکده حقوق دانشگاه پاریس ۱۰، ۷۴–۱۹۶۸
- استادیار دانشکدهٔ حقوق دانشگاه تهران از سال ۱۳۵۳ تا ۱۳۵۴
- دانشیار دانشگاه تهران در سالهای ۵۹–۱۳۵۴ و از سال ۱۳۶۲ تا سال ۱۳۶۵
- استاد دانشگاه تهران از سال ۱۳۶۵ تا کنون
- عضو هیئت علمی دانشکدهٔ روابط بین‌الملل وزارت خارجه درسالهای ۸۰ – ۱۳۷۰
- مدیر گروه حقوق بشر دانشکدهٔ حقوق دانشگاه تهران از سال ۱۳۸۳
- عضو مؤسس و رئیس انجمن مطالعات حقوق بین‌الملل از سال ۱۳۸۱ تاکنون
- عضو انستیتو حقوق بشر سان رمو
- عضو انجمن حقوق بین‌الملل
- عضو انجمن فرانسوی حقوق بین‌الملل
- عضو شورای آکادمی حقوق بین‌الملل لاهه
- مشاور حقوقی کمیته بین‌الملل صلیب سرخ
- رئیس سابق کمیسیون حقوق بین‌الملل سازمان ملل
- عضو هیئت تحریریهٔ سالنامهٔ حقوق بشر دوستانه بین‌المللی در هلند
- تدریس در دانشگاه‌های تهران، در دانشگاه‌های پاریس ۱ و پاریس ۲، پاریس ۱۰، پاریس ۱۳، دانشگاه ژنو، دانشگاه کلمبیا، دانشگاه فلوریدا و دانشگاه العین امارت